# Polystachya piersii
Polystachya piersii är en orkidéart som beskrevs av Phillip James Cribb. Polystachya piersii ingår i släktet Polystachya och familjen orkidéer. Inga underarter finns listade i Catalogue of Life.